# Cicadula placida
Cicadula placida är en insektsart. Cicadula placida ingår i släktet Cicadula och familjen dvärgstritar. Utöver nominatformen finns också underarten C. p. inornata.